# Vännets naturreservat
Vännet är ett naturreservat i Veinge socken i Laholms kommun i Halland.
Reservatet är beläget cirka i mil nordöst om Veinge kyrka, strax efter Göstorps skog. Området är skyddat sedan 2006 och omfattar 20 hektar. Det domineras av bokskog och lövblandad barrskog. Större delen av skogen är minst 100 år.

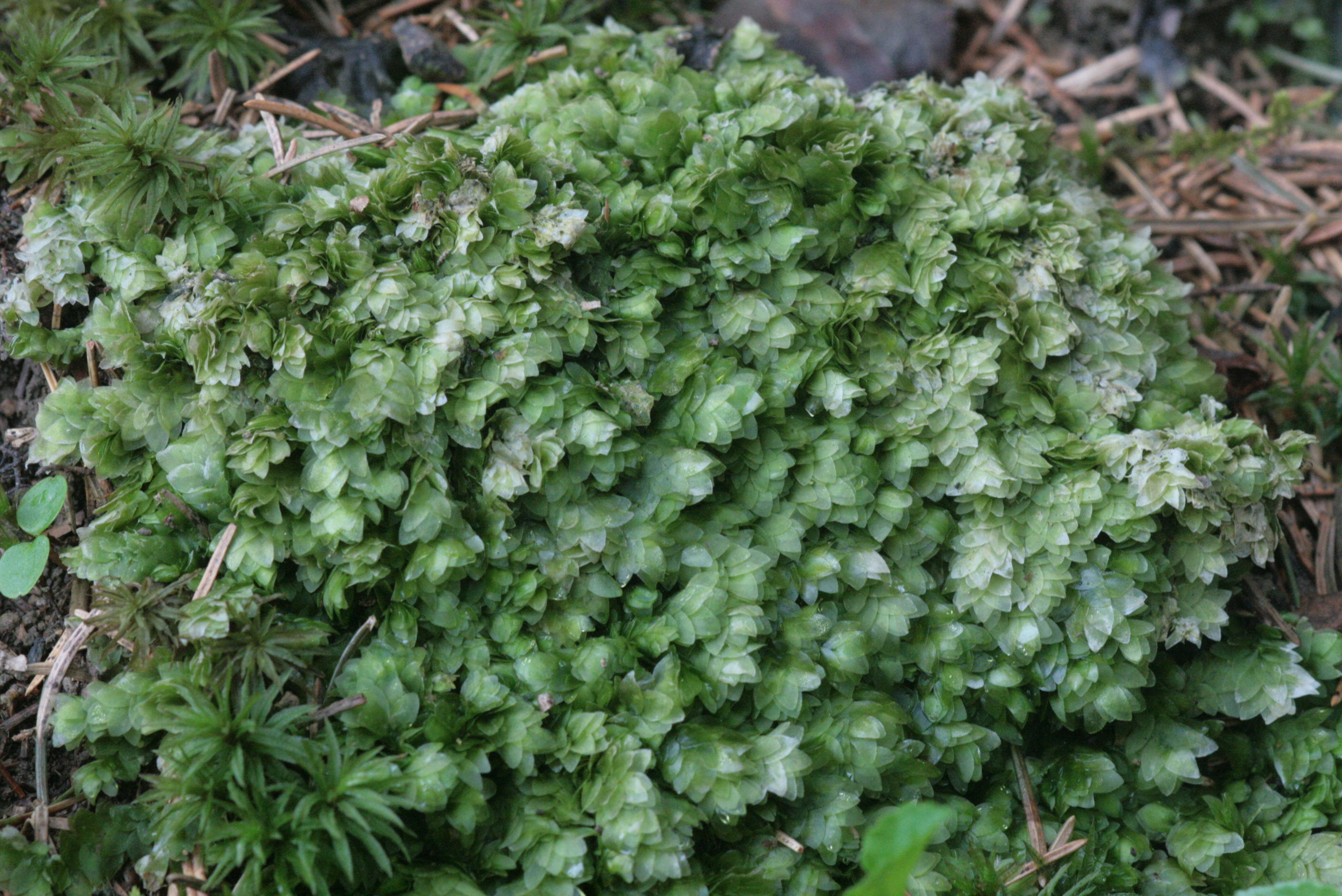
Skirmossa

Genom naturreservatet rinner en bäck och vid den hittas skirmossa som är Hallands landskapsmossa.  
I svackan hittades även alsidenmossa, skuggmossa och dunmossa.
Genom reservatet går vandringsleden Hallandsleden.